# Steirische Ostbahn
| |                                                 |                                                         |                                                      |
| Streckennummer (ÖBB): | 414 01                                          |                                                         |                                                      |
| Kursbuchstrecke (ÖBB): | 530                                             |                                                         |                                                      |
| Kursbuchstrecke (MÁV): | 21                                              |                                                         |                                                      |
| Streckenlänge: | 80,2 km                                         |                                                         |                                                      |
| Spurweite: | 1435 mm (Normalspur)                            |                                                         |                                                      |
| Streckenklasse: | D4                                              |                                                         |                                                      |
| Stromsystem: | Graz Hbf–Graz Stadion Liebenau: 15 kV 16 ⅔ Hz ~ |                                                         |                                                      |
| Maximale Neigung: | 16,2 ‰                                          |                                                         |                                                      |
| Minimaler Radius: | 600 m                                           |                                                         |                                                      |
| Streckengeschwindigkeit: | 120 km/h                                        |                                                         |                                                      |
| |                                                 |                                                         |                                                      |
| \| \| \| Ungarische Westbahn von Győr-Rendező (km 0) \| \| \| \| 169,146 \| Szentgotthárd \| Szentgotthárd \| \| \| 170,454 \| Staatsgrenze n. Jennersdorf Ungarn / Österreich \| Staatsgrenze n. Jennersdorf Ungarn / Österreich \| \| \| 171,860 \| Mogersdorf \| 226 m ü. A. \| \| \| 175,00 \| Weichselbaum an der Raab (9. Dezember 2007 aufgelassen) \| 235 m ü. A. \| \| \| 178,780 \| Jennersdorf \| 242 m ü. A. \| \| \| \| Bundeslandgrenze Burgenland / Steiermark \| \| \| \| 184,946 \| Hohenbrugg an der Raab \| Hohenbrugg an der Raab \| \| \| \| Thermenbahn von Friedberg \| \| \| \| 188,557 \| Fehring \| 261 m ü. A. \| \| \| 193,670 \| Lödersdorf \| 271 m ü. A. \| \| \| \| Landesbahn Feldbach–Bad Gleichenberg \| \| \| \| 198,091 \| Feldbach \| 281 m ü. A. \| \| \| 200,827 \| Gniebing \| 290 m ü. A. \| \| \| 201,084 \| Awanst Lugitsch \| Awanst Lugitsch \| \| \| 202,178 \| Paurach (bis 1. Juni 1886) \| Paurach (bis 1. Juni 1886) \| \| \| 204,431 \| Rohr \| 298 m ü. A. \| \| \| 208,249 \| Studenzen-Fladnitz \| 309 m ü. A. \| \| \| 212,281 \| Kroisbach-Zöbing (bis 11. Dezember 2010) \| 320 m ü. A. \| \| \| 213,650 \| Takern-Sankt Margarethen (seit 12. Dezember 2010) \| Takern-Sankt Margarethen (seit 12. Dezember 2010) \| \| \| 215,219 \| Takern-Sankt Margarethen (bis 11. Dezember 2010) \| 337 m ü. A. \| \| \| 218,043 \| Awanst JERICH-Müllex \| Awanst JERICH-Müllex \| \| \| 218,276 \| Awanst \| Awanst \| \| \| 218,928 \| Awanst JERICH International \| Awanst JERICH International \| \| \| 219,062 \| Awanst Bramac \| Awanst Bramac \| \| \| 221,038 \| Gleisdorf \| 350 m ü. A. \| \| \| \| Weizer Bahn (von Weiz) \| \| \| \| \| Raab \| \| \| \| 225,429 \| Laßnitzthal \| 390 m ü. A. \| \| \| 231,664 \| Laßnitzhöhe \| 476 m ü. A. \| \| \| \| Laßnitz-Tunnel (531,16 m)[1] \| \| \| \| 237,400 \| Autal (Pv bis September 2010) \| 410 m ü. A. \| \| \| 240,290 \| Hart bei Graz (seit September 2010) \| Hart bei Graz (seit September 2010) \| \| \| 241,922 \| Raaba \| Raaba \| \| \| \| Anschlussgleis Magna Steyr Werk \| \| \| \| 242,442 \| Graz Messendorf \| 344 m ü. A. \| \| \| 243,573 \| Awanst Hödlmayr Logistics \| Awanst Hödlmayr Logistics \| \| \| \| Anschlussbahn Lager Kastner & Öhler \| \| \| \| \| Autobahnzubringer Graz Ost \| \| \| \| \| Graz Liebenau-Murpark (seit 15. Dez. 2013) \| \| \| \| 245,500 \| Graz Stadion Liebenau (nur bei Sportveranstaltungen) \| Graz Stadion Liebenau (nur bei Sportveranstaltungen) \| \| \| 246,562 \| Graz Ostbahnhof-Messe \| 344 m ü. A. \| \| \| \| Mur \| \| \| \| 247,957 \| Awanst Karlau \| Awanst Karlau \| \| \| 249,055 \| Graz Don Bosco (ab 10. September 2007)[2] \| 357 m ü. A. \| \| \| \| Südbahn von Spielfeld-Straß \| \| \| \| 250,689 \| Graz Hbf \| 365 m ü. A. \| \| \| \| Südbahn nach Wien Hbf \| \| |                                                 |                                                         |                                                      |
| Strecke |                                                 | Ungarische Westbahn von Győr-Rendező (km 0)             | Ungarische Westbahn von Győr-Rendező (km 0)          |
| Haltepunkt / Haltestelle | 169,146                                         | Szentgotthárd                                           | Szentgotthárd                                        |
| Grenze | 170,454                                         | Staatsgrenze n. Jennersdorf Ungarn / Österreich         | Staatsgrenze n. Jennersdorf Ungarn / Österreich      |
| Haltepunkt / Haltestelle | 171,860                                         | Mogersdorf                                              | 226 m ü. A.                                          |
| ehemaliger Haltepunkt / Haltestelle | 175,00                                          | Weichselbaum an der Raab (9. Dezember 2007 aufgelassen) | 235 m ü. A.                                          |
| Bahnhof | 178,780                                         | Jennersdorf                                             | 242 m ü. A.                                          |
| Grenze |                                                 | Bundeslandgrenze Burgenland / Steiermark                | Bundeslandgrenze Burgenland / Steiermark             |
| Haltepunkt / Haltestelle | 184,946                                         | Hohenbrugg an der Raab                                  | Hohenbrugg an der Raab                               |
| Abzweig geradeaus und von rechts |                                                 | Thermenbahn von Friedberg                               | Thermenbahn von Friedberg                            |
| Bahnhof | 188,557                                         | Fehring                                                 | 261 m ü. A.                                          |
| Haltepunkt / Haltestelle | 193,670                                         | Lödersdorf                                              | 271 m ü. A.                                          |
| Abzweig geradeaus und von links |                                                 | Landesbahn Feldbach–Bad Gleichenberg                    | Landesbahn Feldbach–Bad Gleichenberg                 |
| Bahnhof | 198,091                                         | Feldbach                                                | 281 m ü. A.                                          |
| Haltepunkt / Haltestelle | 200,827                                         | Gniebing                                                | 290 m ü. A.                                          |
| Abzweig geradeaus und von links | 201,084                                         | Awanst Lugitsch                                         | Awanst Lugitsch                                      |
| ehemaliger Haltepunkt / Haltestelle | 202,178                                         | Paurach (bis 1. Juni 1886)                              | Paurach (bis 1. Juni 1886)                           |
| Haltepunkt / Haltestelle | 204,431                                         | Rohr                                                    | 298 m ü. A.                                          |
| Bahnhof | 208,249                                         | Studenzen-Fladnitz                                      | 309 m ü. A.                                          |
| ehemaliger Haltepunkt / Haltestelle | 212,281                                         | Kroisbach-Zöbing (bis 11. Dezember 2010)                | 320 m ü. A.                                          |
| Bahnhof | 213,650                                         | Takern-Sankt Margarethen (seit 12. Dezember 2010)       | Takern-Sankt Margarethen (seit 12. Dezember 2010)    |
| ehemaliger Haltepunkt / Haltestelle | 215,219                                         | Takern-Sankt Margarethen (bis 11. Dezember 2010)        | 337 m ü. A.                                          |
| Abzweig geradeaus und nach rechts | 218,043                                         | Awanst JERICH-Müllex                                    | Awanst JERICH-Müllex                                 |
| Abzweig geradeaus und nach rechts | 218,276                                         | Awanst                                                  | Awanst                                               |
| Abzweig geradeaus und von rechts | 218,928                                         | Awanst JERICH International                             | Awanst JERICH International                          |
| Abzweig geradeaus und nach links | 219,062                                         | Awanst Bramac                                           | Awanst Bramac                                        |
| Bahnhof | 221,038                                         | Gleisdorf                                               | 350 m ü. A.                                          |
| Abzweig geradeaus und nach rechts |                                                 | Weizer Bahn (von Weiz)                                  | Weizer Bahn (von Weiz)                               |
| Brücke über Wasserlauf |                                                 | Raab                                                    | Raab                                                 |
| Bahnhof | 225,429                                         | Laßnitzthal                                             | 390 m ü. A.                                          |
| Bahnhof | 231,664                                         | Laßnitzhöhe                                             | 476 m ü. A.                                          |
| Tunnel |                                                 | Laßnitz-Tunnel (531,16 m)                               | Laßnitz-Tunnel (531,16 m)                            |
| Dienststation / Betriebs- oder Güterbahnhof | 237,400                                         | Autal (Pv bis September 2010)                           | 410 m ü. A.                                          |
| Haltepunkt / Haltestelle | 240,290                                         | Hart bei Graz (seit September 2010)                     | Hart bei Graz (seit September 2010)                  |
| Haltepunkt / Haltestelle | 241,922                                         | Raaba                                                   | Raaba                                                |
| Abzweig geradeaus und von links |                                                 | Anschlussgleis Magna Steyr Werk                         | Anschlussgleis Magna Steyr Werk                      |
| Dienststation / Betriebs- oder Güterbahnhof | 242,442                                         | Graz Messendorf                                         | 344 m ü. A.                                          |
| Abzweig geradeaus und nach rechts | 243,573                                         | Awanst Hödlmayr Logistics                               | Awanst Hödlmayr Logistics                            |
| Abzweig geradeaus und ehemals von rechts |                                                 | Anschlussbahn Lager Kastner & Öhler                     | Anschlussbahn Lager Kastner & Öhler                  |
| Brücke |                                                 | Autobahnzubringer Graz Ost                              | Autobahnzubringer Graz Ost                           |
| Haltepunkt / Haltestelle |                                                 | Graz Liebenau-Murpark (seit 15. Dez. 2013)              | Graz Liebenau-Murpark (seit 15. Dez. 2013)           |
| Haltepunkt / Haltestelle | 245,500                                         | Graz Stadion Liebenau (nur bei Sportveranstaltungen)    | Graz Stadion Liebenau (nur bei Sportveranstaltungen) |
| Bahnhof | 246,562                                         | Graz Ostbahnhof-Messe                                   | 344 m ü. A.                                          |
| Brücke über Wasserlauf |                                                 | Mur                                                     | Mur                                                  |
| Abzweig geradeaus und von links | 247,957                                         | Awanst Karlau                                           | Awanst Karlau                                        |
| Haltepunkt / Haltestelle | 249,055                                         | Graz Don Bosco (ab 10. September 2007)                  | 357 m ü. A.                                          |
| Abzweig geradeaus und von links |                                                 | Südbahn von Spielfeld-Straß                             | Südbahn von Spielfeld-Straß                          |
| Bahnhof | 250,689                                         | Graz Hbf                                                | 365 m ü. A.                                          |
| Strecke |                                                 | Südbahn nach Wien Hbf                                   | Südbahn nach Wien Hbf                                |

Die Steirische Ostbahn ist eine Bahnstrecke in Österreich und führt vom ungarischen Grenzbahnhof Szentgotthárd / deutsch St. Gotthard über Jennersdorf, Fehring, Feldbach und Gleisdorf nach Graz. Bis zum Zerfall Österreich-Ungarns zählte sie als Teilstrecke der in Győr / Raab beginnenden Ungarischen Westbahn.

## Geschichte

Bahnhof Fehring um 1900

Mitte der 1850er Jahre wurde in Graz ein Consortium zur Anlage und zum Bau der damals sogenannten Locomotiv Eisenbahn, der heutigen steirischen Ostbahn, zwischen Raab/Győr und Graz gegründet.
Dabei wurden für den österreichischen Teil drei Trassenführungen in Betracht gezogen:
1. ungarische Grenze – Fürstenfeld – Ilz – Gleisdorf – Graz
2. ungarische Grenze – Fehring – Feldbach – Studenzen – Gleisdorf – Talschluss Nestelbach – Autal – Graz
3. ungarische Grenze – Fehring – Feldbach – Gleisdorf – Laßnitzthal – Schemerlberg – Graz

Nachdem anfangs für die Variante 2 entschieden wurde, leisteten Bauern und Grundeigentümer vor allem im Raum Nestelbach Widerstand. Mit dem Argument, „die Bahn würde ihre Felder anzünden“ erwirkten sie eine Umtrassierung auf die Variante 3. Die Strecke gehörte zur Ungarischen Westbahn von Győr nach Graz. Am 1. September 1872 wurde die Strecke Sankt Gotthard/Szentgotthárd – Staatsgrenze nächst Jennersdorf/Gyanafalva eröffnet. Am 1. Mai 1873 erfolgte die Eröffnung der Gesamtstrecke von Jennersdorf bis Graz.
Im August 1883 erteilte das k.k. Handelsministerium dem Johann Berghofer, Mühlen- und Realitätenbesitzer in Fehring, nebst Genossen die erbetene Bewilligung zur Vornahme technischer Vorarbeiten für eine schmalspurige Vicinalbahn von Fehring über Gleichenberg nach Radkersburg. Dieses Projekt, das etwa ein Jahr vor Erteilung der Konzession zum Bau und Betrieb der Locomotiveisenbahn von Fehring nach Fürstenfeld beim Handelsministerium beantragt (amtsevident) wurde und mit dieser in keinem Zusammenhang stand, hat in der Folge keine Verwirklichung gefunden.

### Ungarischer Teil
Am 1. Oktober 1871 wurde die Strecke Raab/Győr–Szombathely eröffnet. Am 1. September 1872 wurde die Strecke Steinamanger/Szombathely – Staatsgrenze nächst Jennersdorf/Gyanafalva eröffnet (die Staatsgrenze lag damals zwischen den Bahnhöfen Hohenbrugg a.d.Raab und Jennersdorf/Gyanafalva, wo heute die Landesgrenze zwischen Steiermark und Burgenland liegt).

### S-Bahn Steiermark
Zum Start der S-Bahn im Großraum Graz 2007 wurde das Zugangebot verdichtet. Ein Taktverkehr war allerdings anfangs aufgrund unzureichender Infrastruktur nicht möglich. Erst mit dem Bau von drei Ausweichbahnhöfen in Autal, Laßnitzthal und Takern bis Ende 2010 wurden die Voraussetzungen geschaffen. Die neue Haltestelle Takern-St. Margarethen mit Ausweiche wurde zwischen dem vormaligen Bahnhof Takern und der vormaligen Haltestelle Kroisbach-Zöbing eingerichtet und ersetzte damit diese beiden Stationen. In Laßnitzthal wurden Ausweichbahnhof und Station im Bereich der alten Haltestelle errichtet. Nach Fertigstellung der umfangreichen Gleisbauarbeiten und der Inbetriebnahme des neuen Mittelbahnsteigs wurde das alte Bahnhofsgebäude Anfang 2011 abgerissen. Die Ausweiche Autal ist im Bereich der aufgelassenen alten Haltestelle entstanden. Die Haltestelle wurde um einige Kilometer versetzt in Hart bei Graz neu errichtet.

### Heutiger Zustand
Die Steirische Ostbahn wird von den Österreichischen Bundesbahnen in Dieseltraktion mit Lokomotiven ÖBB 2016 Hercules und mit Triebwagen ÖBB 5022 Siemens Desiro betrieben. Die Elektrifizierung der Strecke ist im aktuellen ÖBB Rahmenplan vorgesehen und soll bis 2028 abgeschlossen werden.
Die Personenzüge werden als lokbespannte Wendezüge oder mit Triebwagen (auch in Mehrfach-Traktion) zumeist als Regionalexpress REX und als Schnellbahn S3 geführt, wobei zwischen Fehring und Sankt Gotthard/Szentgotthárd alle Züge als REX oder als R verkehren. Seit Fahrplanwechsel im Dezember 2021 verkehren auf der Steirischen Ostbahn zwei tägliche IC-Zugpaare im internationalen Fernverkehr mit Ungarn und Slowenien, deren Wagensätze von MÁV-START gestellt werden.
An Werktagen verkehren die Personenzüge in den stark frequentierten Morgen-, Nachmittags- und Abendstunden in rund 30-minütigen Intervallen, zu allen anderen Betriebszeiten im 60-Minuten-Takt. Täglich verlässt der erste Zug Fehring um 04:06 Uhr und trifft um 05:19 Uhr in Graz Hbf ein. Der letzte Zug verlässt Graz Hbf um 00:07 Uhr und trifft um 01:15 Uhr in Fehring ein.
Einerseits durch Verzögerungen bei dem in Bau befindlichen Semmeringbasistunnel, dessen Inbetriebnahme für 2030 vorgesehen ist, der Koralmbahn, die ebenfalls verspätet ab 2026 in Betrieb genommen wird, sowie andererseits durch die Übernahme der Strecke Ödenburg/Sopron – Steinamanger/Szombathely – Sankt Gotthard/Szentgotthárd durch die Raaberbahn/GYSEV, gewinnt diese Bahnstrecke wieder an Bedeutung. Auch die Infrastrukturprojekte im Zuge der EU-Erweiterung zum 1. Mai 2004 trugen dazu bei, dass sich der Güterverkehr stetig aufwärts entwickelt.
Zum Fahrplanwechsel im Dezember 2007 wurde die Haltestelle in Weichselbaum/Raab aufgelassen. Bereits in den Jahren zuvor wurde der Haltepunkt nur von wenigen Zügen angefahren (zwei pro Richtung, einer morgens und einer abends). Seit Dezember 2010 erfolgt ein S-Bahnbetrieb zwischen Fehring und Graz, der durch REX-Züge verstärkt wird.
Auf ungarischer Seite wurden durch die RÖEE/GySEV im Abschnitt Ödenburg/Sopron – Steinamanger/Szombathely umfangreiche Ausbaumaßnahmen (Oberbauverstärkung und Elektrifizierung) gesetzt. Nach der im Dezember 2006 erfolgten Übernahme der Strecke Steinamanger/Szombathely – Körmend – Sankt Gotthard/Szentgotthárd durch die RÖEE/GySEV (bisheriger Betreiber: MÁV) wurde von 1. Oktober 2009 bis 2. Dezember 2010 auch diese Strecke saniert und elektrifiziert.
Die Zulassung zum Befahren der Strecke bis zur österreichischen Staatsgrenze haben auch die Steiermärkischen Landesbahnen. Diese führen an Werktagen (außer Samstag) fünf direkte Züge als S31 von Weiz nach Graz Hbf, vier direkte Züge von Graz Hbf nach Weiz sowie einen Regionalzug von Graz Hbf nach Gleisdorf, welche im Abschnitt zwischen Gleisdorf-Graz die Steirische Ostbahn befahren. Die StLB (StB) setzen auf der Strecke Weiz–Gleisdorf–Graz Diesel-Gelenktriebwagen (5062, Stadler-GTW 2/6 und 643, Bombardier Talent) oder dieselhydraulische Triebwagen (5047) ein.

## Nebenstrecken
Von der steirischen Ostbahn zweigen drei Bahnstrecken ab:
- In Fehring die sogenannte Thermenbahn nach Friedberg und weiter nach Wiener Neustadt
- In Feldbach die Landesbahn Feldbach – Bad Gleichenberg
- In Gleisdorf die Landesbahn Gleisdorf – Weiz

## Streckenverlauf
Die Ostbahn verläuft im weiten Raabtal flussaufwärts von Szentgotthárd über die Staatsgrenze nächst Mogersdorf im linksseitigen Talboden. Die Trasse wurde sehr geradlinig mit großen Kurvenradien angelegt und vor wenigen Jahren zwischen Fehring und Feldbach bzw. zuvor schon bis Gleisdorf für 120 km/h Höchstgeschwindigkeit ertüchtigt; von der Staatsgrenze nächst Mogersdorf bis Fehring gilt jedoch wegen nicht ausreichend gesicherter Bahnübergänge eine Höchstgeschwindigkeit von 80 km/h.
In Gleisdorf biegt die Strecke ins Tal des Laßnitzbaches ab, das sie bis Laßnitzthal mit der Südautobahn teilt. Die Südautobahn benutzt dann das Nestelbachtal bis zur Wasserscheide, die Eisenbahn klettert der Laßnitz entlang in nördlicher Hanglange bis Laßnitzhöhe, wo die Wasserscheide zur Mur im einzigen Tunnel der Ostbahn unterfahren wird. Am Kohlgrabenbach, der in das Raababachtal übergeht, senkt sich die Bahn weiter in streng nördlicher Hanglange bis Hart bei Graz. Nach Hart wendet sich die Linienführung nordwestwärts, quert geradlinig das Grazer Becken im bereits verbauten Stadtgebiet und erreicht den Ostbahnhof. Nach dem Ostbahnhof wird die Mur überbrückt und bei der Kreuzung mit der Kärntner Straße (heute Bahnhof Graz Don Bosco) die Parallelführung der Südbahn bis Graz Hauptbahnhof erreicht.

## Triebfahrzeugeinsatz
- ÖBB 2016 Hercules
- ÖBB 5022 Desiro
- StB 5062 (Stadler-GTW 2/6)
- StB 5047
- ÖBB 5047 (wurden mittlerweile durch die ÖBB 5022 ersetzt)
- ÖBB 2043, ÖBB 2143 (wurden durch die ÖBB 2016 ersetzt)

## Wagenmaterial
- City-Shuttle-Garnituren mit ÖBB 2016 (Hercules) als Triebfahrzeug
- Dieseltriebwagen ÖBB 5022 (Desiro)

## Ausbaupläne

### Elektrifizierung
Im ÖBB-Rahmenplan 2022–2027 ist die Elektrifizierung zwischen Graz und der Staatsgrenze (AT/HU) nächst Mogersdorf vorgesehen. Mit den Vorarbeiten zur Elektrifizierung wird 2024 begonnen, die Hauptarbeiten werden von 2026 bis 2028 erfolgen. Im Bereich Laßnitzhöhe wird der rund 530 m lange Laßnitztunnel aufgeweitet, um Raum für die nötigen technischen Anlagen zu schaffen. Der Bahnhof Messendorf wird umgebaut, ein ESTW errichtet, die L370 in eine Unterführung verlegt und die Haltestelle Raaba adaptiert. Im Verlauf der 80 Streckenkilometer werden 41 bestehende Eisenbahnkreuzungen aufgelassen. In einigen Streckenabschnitten wird die Höchstgeschwindigkeit auf 160 km/h angehoben. Mit der Inbetriebnahme der elektrischen Traktion wird eine deutliche Taktverdichtung angestrebt. Es ist vorgesehen, in den Hauptverkehrszeiten zwischen Graz und Gleisdorf einen 20-Minuten-Takt, im Abschnitt von Gleisdorf bis Fehring einen 30-Minuten-Takt und von Fehring bis Szentgotthárd einen 60-Minuten-Takt anzubieten.

### Verbindung mit der Koralmbahn
Es gab Ideen zwischen Raaba und Feldkirchen bei Graz entlang der Südautobahn eine eingleisige Verbindungsstrecke zur Koralmbahn zu bauen. Diese sollte als Güterzugumfahrung von Graz und als Verbindung der Steirischen Ostbahn mit dem Terminal Graz Süd an der Baltisch-Adriatischen Achse (TEN-Korridor) genutzt werden. Nach der Präsentation des Rahmenplanes 2024–2029 sind jedoch weiterhin keine entsprechenden Planungsprojekte bekannt und eine Umsetzung in absehbarer Zeit nicht zu erwarten.

### Hochleistungsstrecke
Im Generalverkehrsplan wurde die Steirische Ostbahn von der österreichischen Bundesregierung am 25. Februar 2002 im Paket 2. unter den Punkten „Elektrifizierung steirische Ostbahn“, „selektiver zweigleisiger Ausbau Gleisdorf – Szentgotthard“ und „Errichtung von drei neuen Betriebsausweichen auf der Steirischen Ostbahn“ angeführt.
Zwischen Graz und Gleisdorf soll die Strecke zur Hochleistungsbahn ausgebaut werden. Für die Trassenplanung dieser Hochleistungsstrecke zwischen Raaba und Gleisdorf wurden Informationsbüros in Graz und Gleisdorf eingerichtet. Durch eine durchgehend zweigleisige Führung, vollständiger Elektrifizierung und Verlegung der Trasse nach Süden (zwischen Raaba und Laßnitztal) mit einem 6 km langen Basistunnel im Bereich Laßnitzhöhe sollen Reisegeschwindigkeiten bis zu 160 km/h und damit eine Verkürzung der Fahrzeit zwischen Graz und Gleisdorf von 31 auf 22 Minuten ermöglicht werden. Nach dem Entscheid über den definitiven Verlauf der künftigen Trasse wurde die Umweltverträglichkeitsprüfung (UVP) eingeleitet. Zwischen 2010 und 2015 sollte die Umweltverträglichkeitsprüfung und das eisenbahnrechtliche Genehmigungsverfahren (Baubewilligung) abgeschlossen werden. Durch Rückreihung des Projekts im Generalverkehrsplan war die Inbetriebnahme der NBS zeitgleich mit der Koralmbahn im Jahr 2025 nicht mehr möglich. Des Weiteren wurde überlegt, die Bestandstrecke über die Laßnitzhöhe beizubehalten und sie als Teil einer Stadtbahn von Graz über Gleisdorf nach Weiz zu nutzen.

## Vorfälle
Am 25. Juni 2025 fuhr nach einem Unwetter ein Regionalzug auf einen am Gleis liegenden Baumstamm auf. Die Lok sprang aus der Spur und wurde leicht beschädigt.

## Bildergalerie

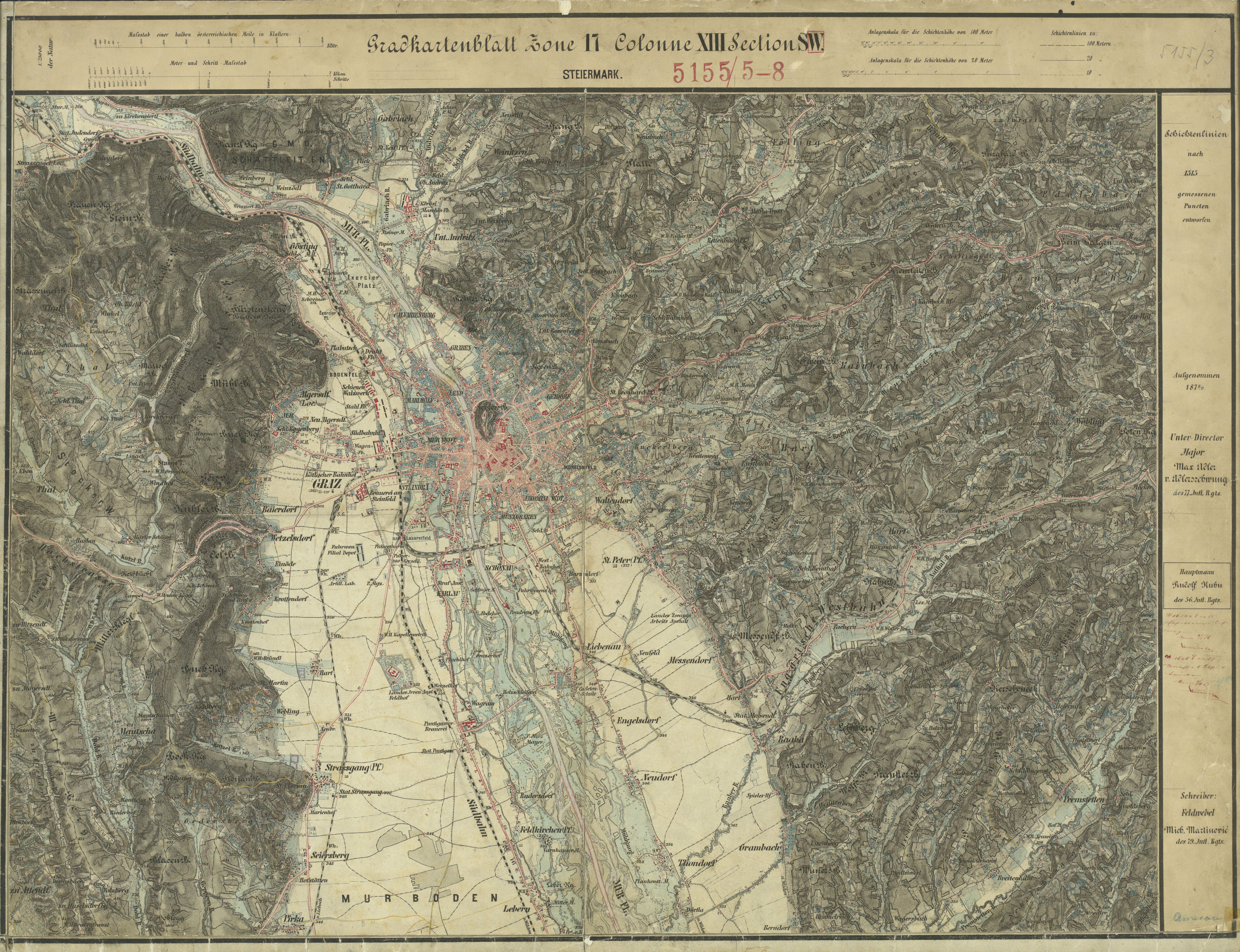
Bahnhof in Graz war der „Westbahnhof“, später „Graz Ostbahnhof“, seit 2010 „Graz Ostbahnhof-Messe“
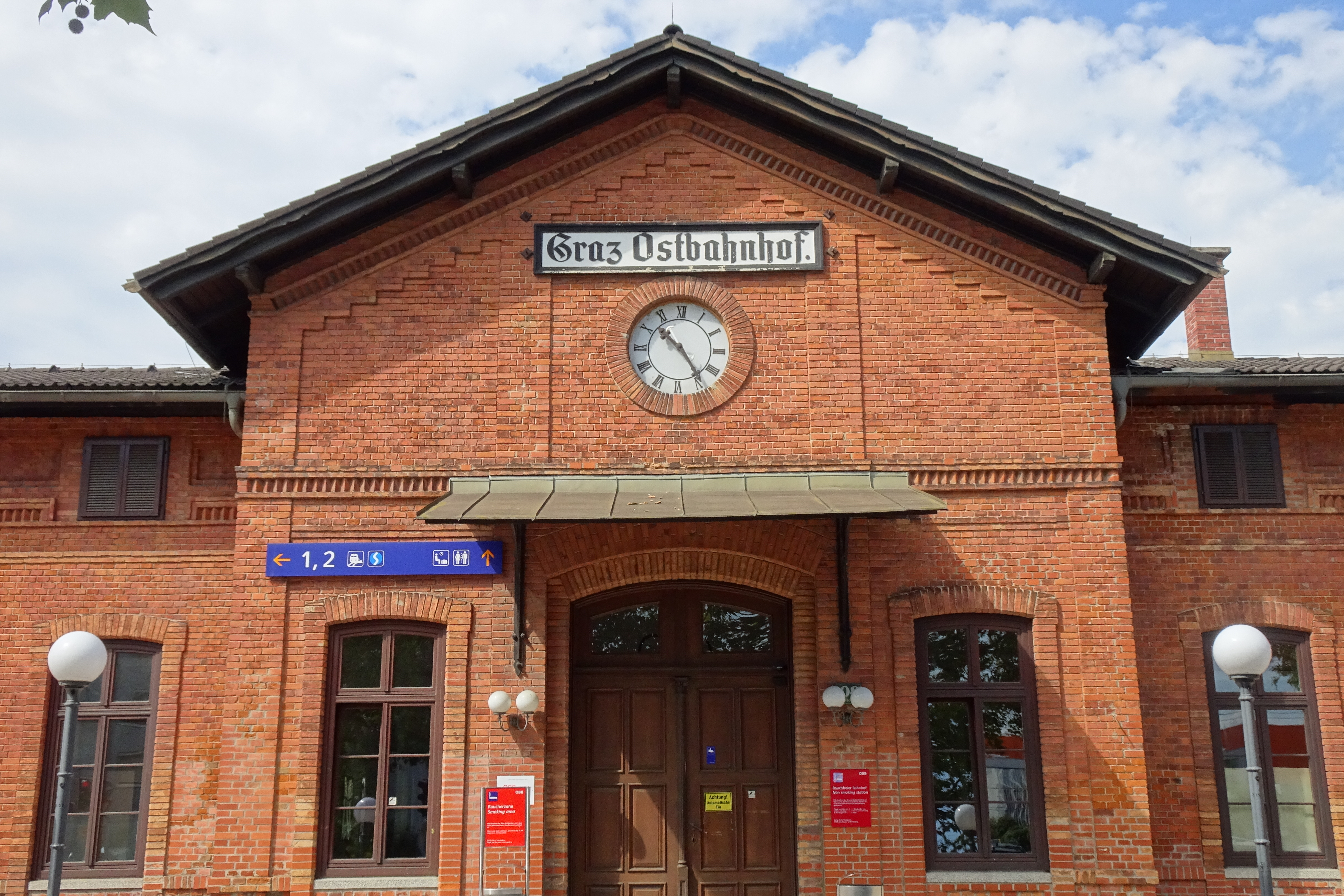
Das denkmalgeschützte Aufnahmsgebäude des Grazer Ostbahnhofs
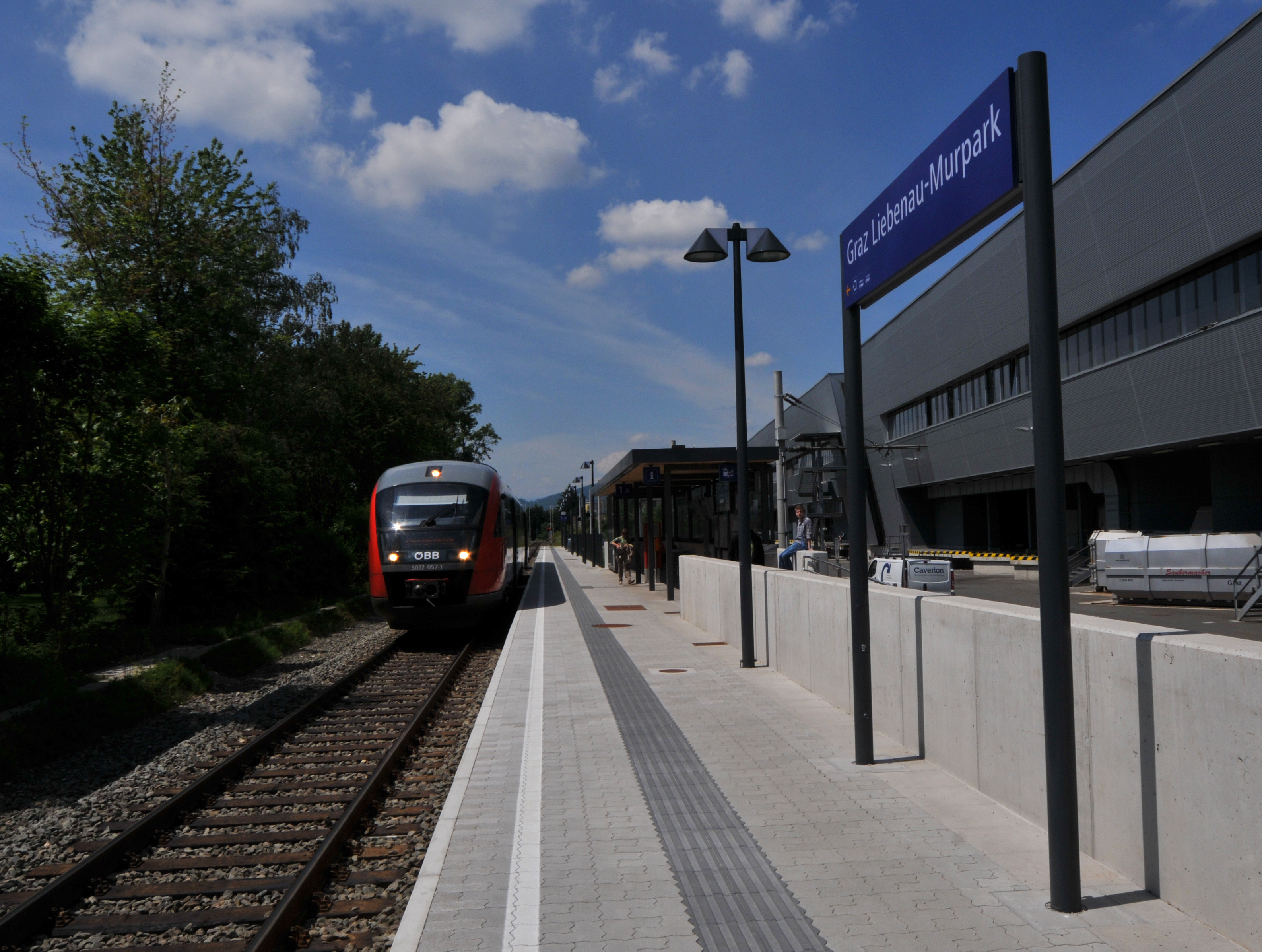
Haltestelle Graz Liebenau-Murpark
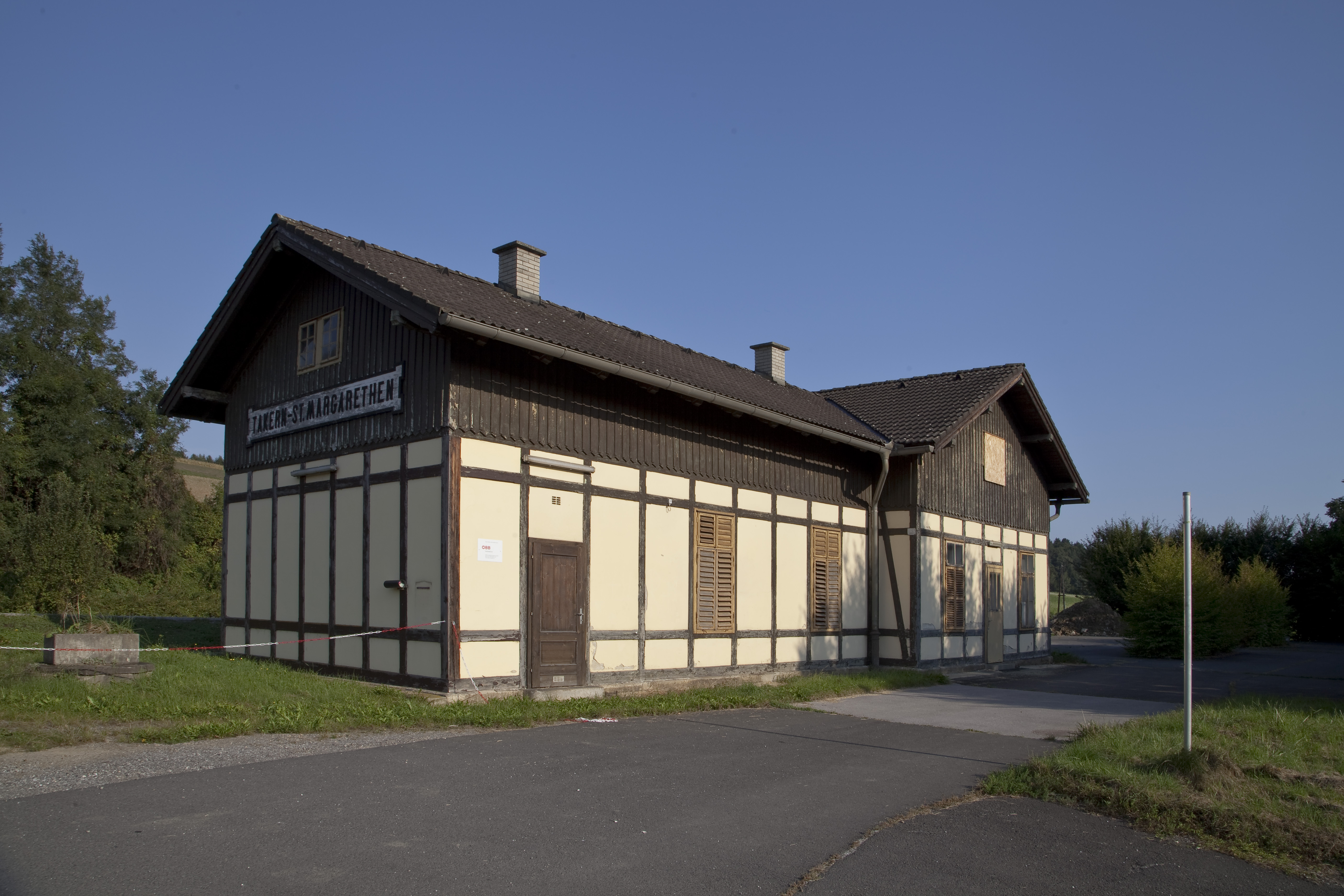
Das denkmalgeschützte Aufnahmsgebäude des aufgelassenen Bahnhofs Takern-Sankt Margarethen
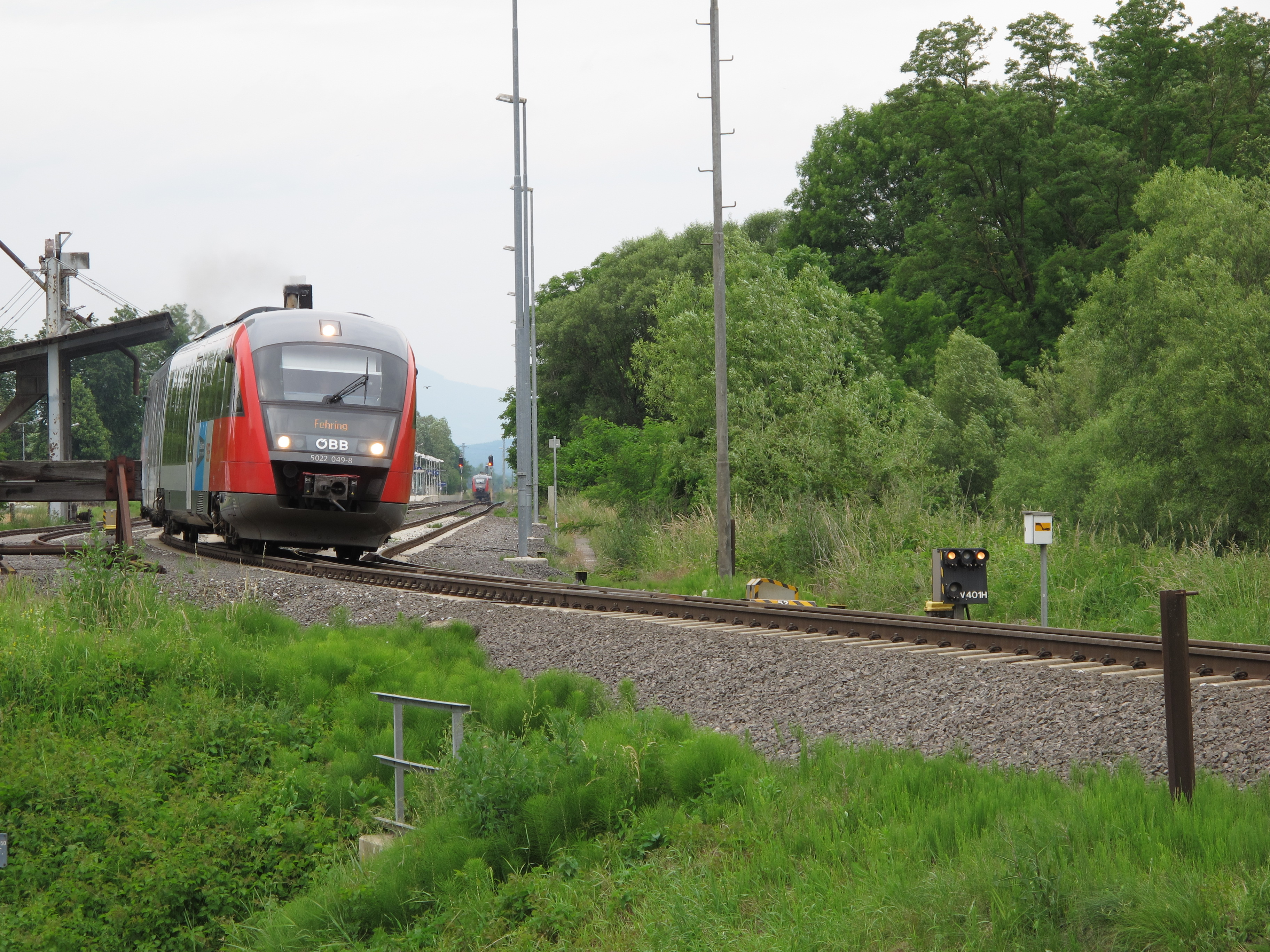
5022 ÖBB bei Fladnitz im Raabtal
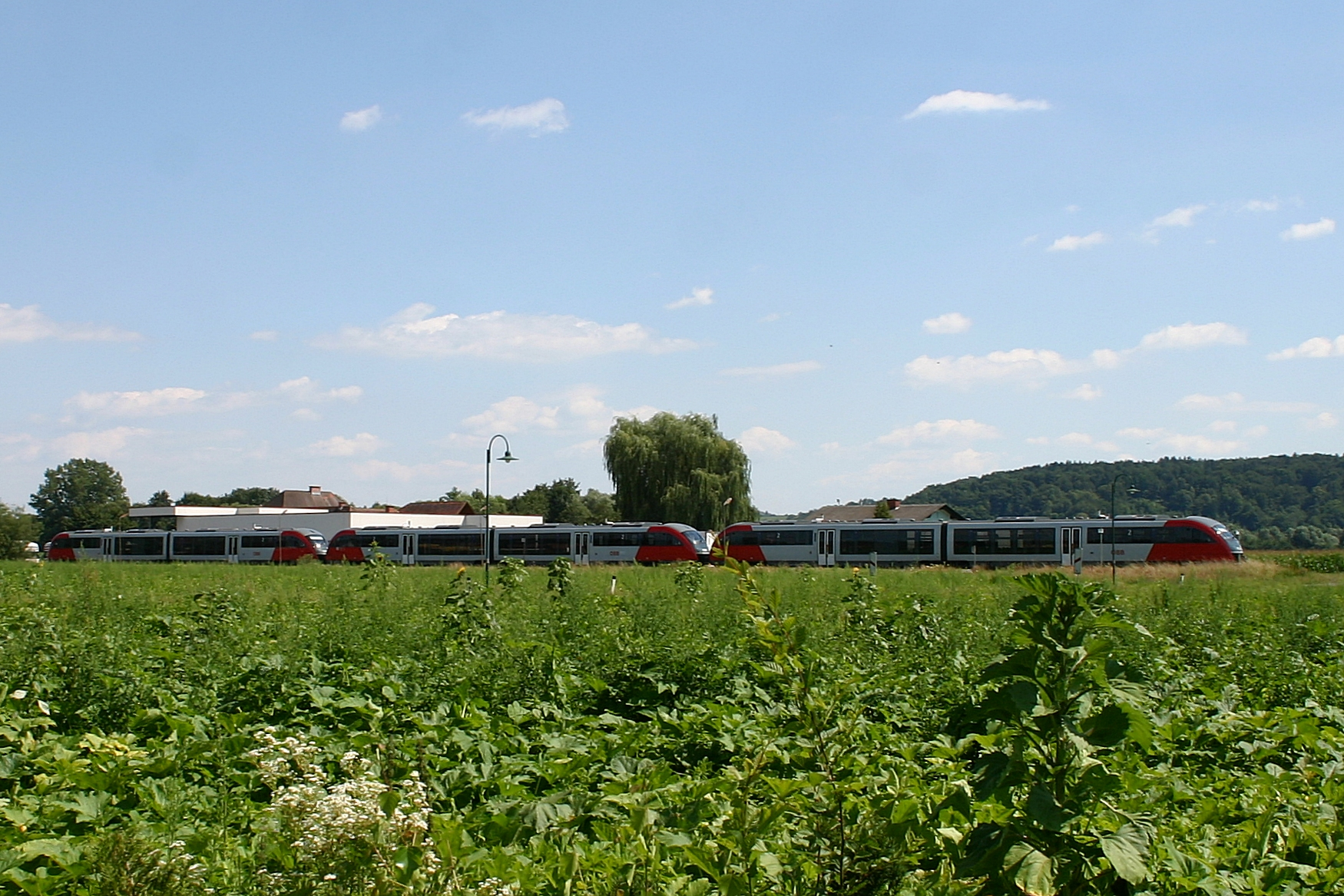
Desiro-Dreifachgarnitur der ÖBB bei Lödersdorf
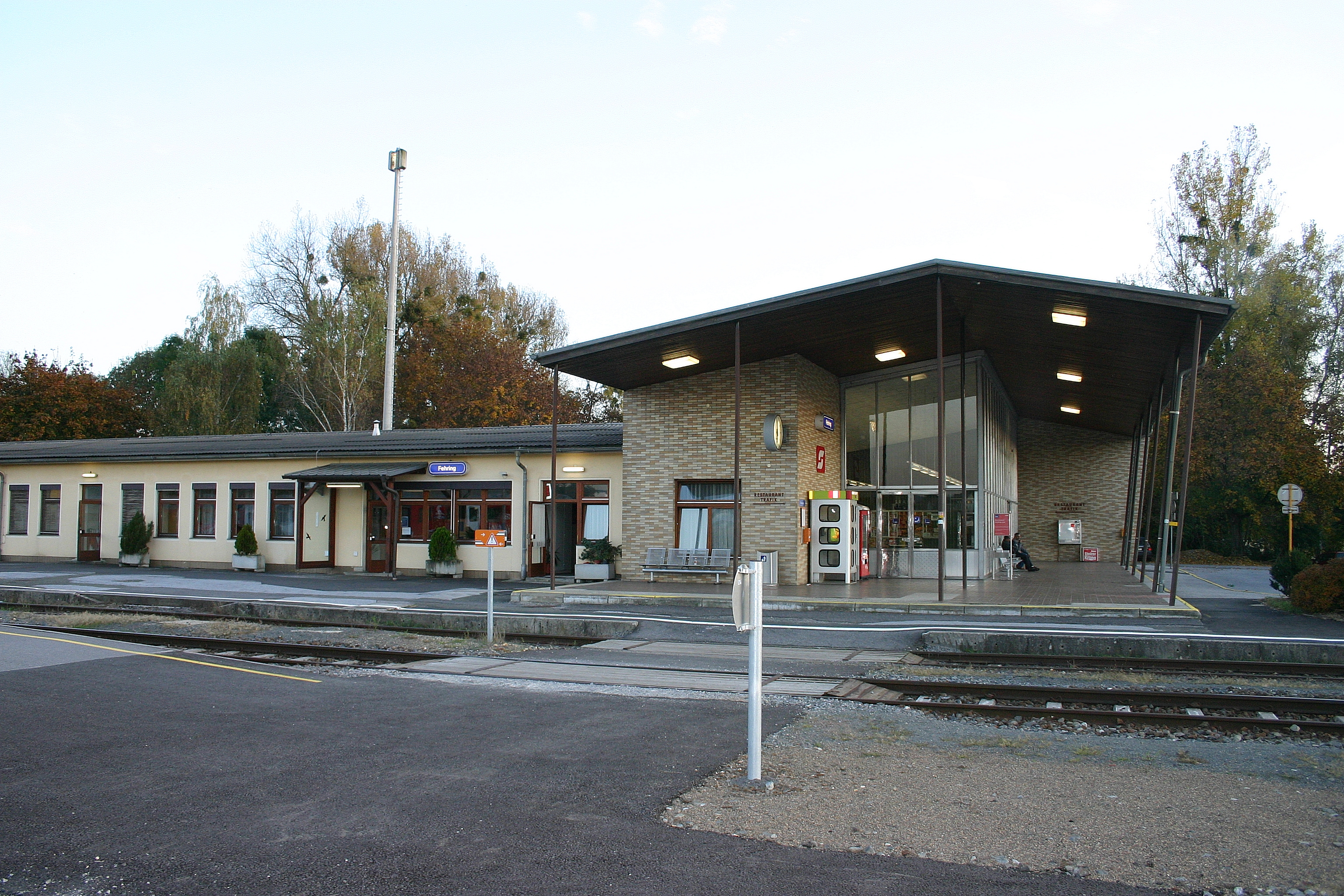
Fehring Bahnhofsgebäude
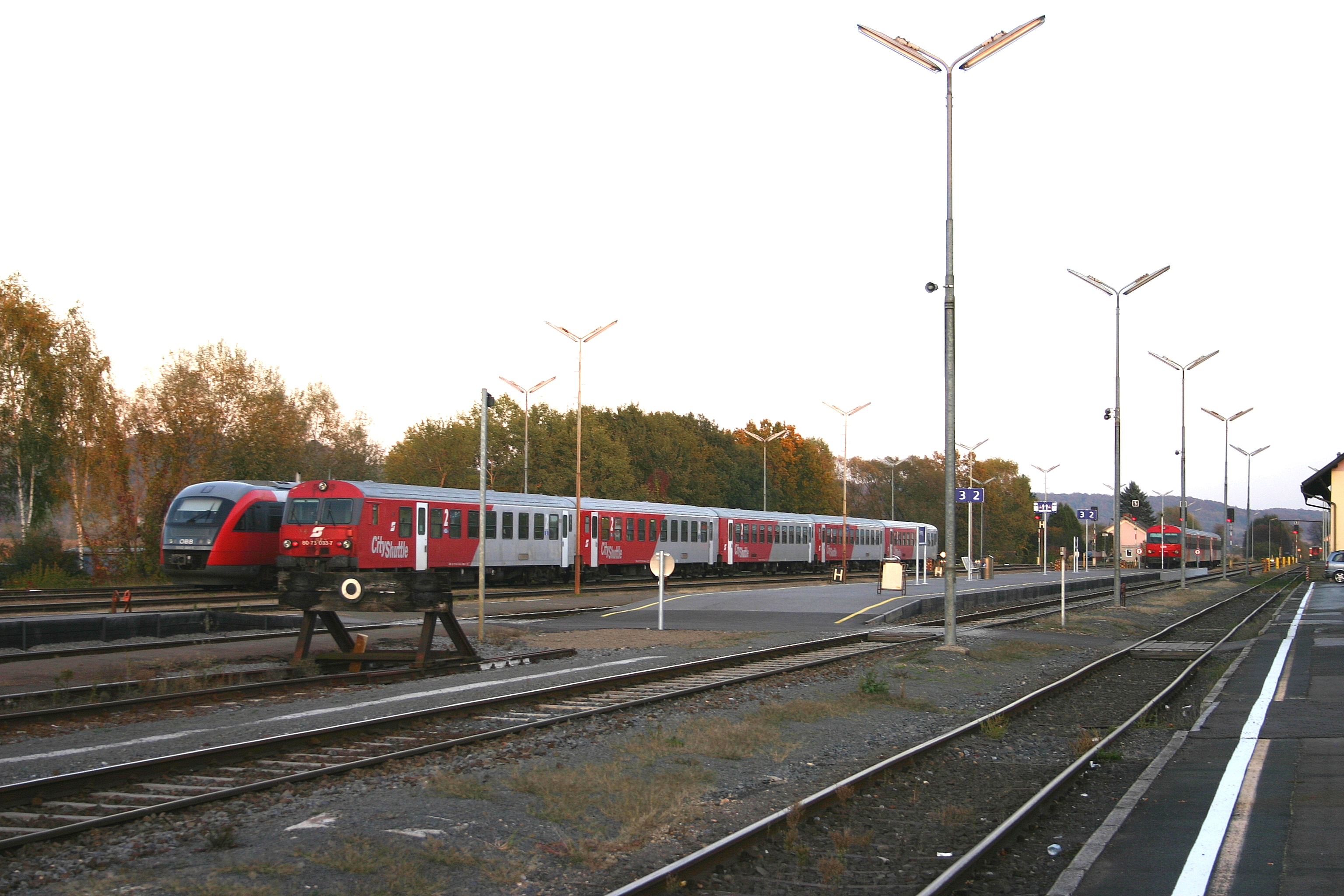
Abgestellte Züge im Bahnhof Fehring
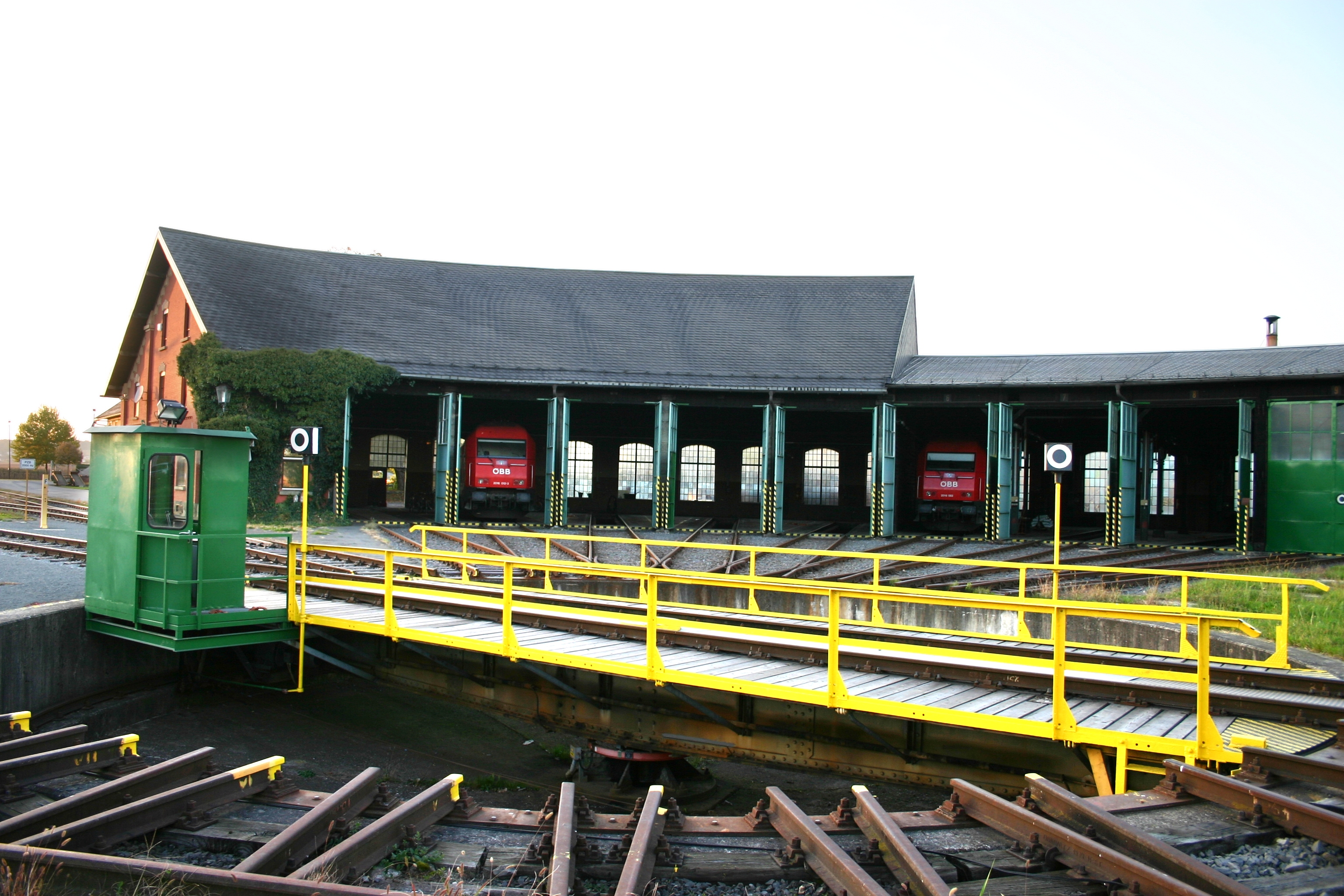
Lokomotivdrehscheibe mit Rundschuppen im Bahnhof Fehring
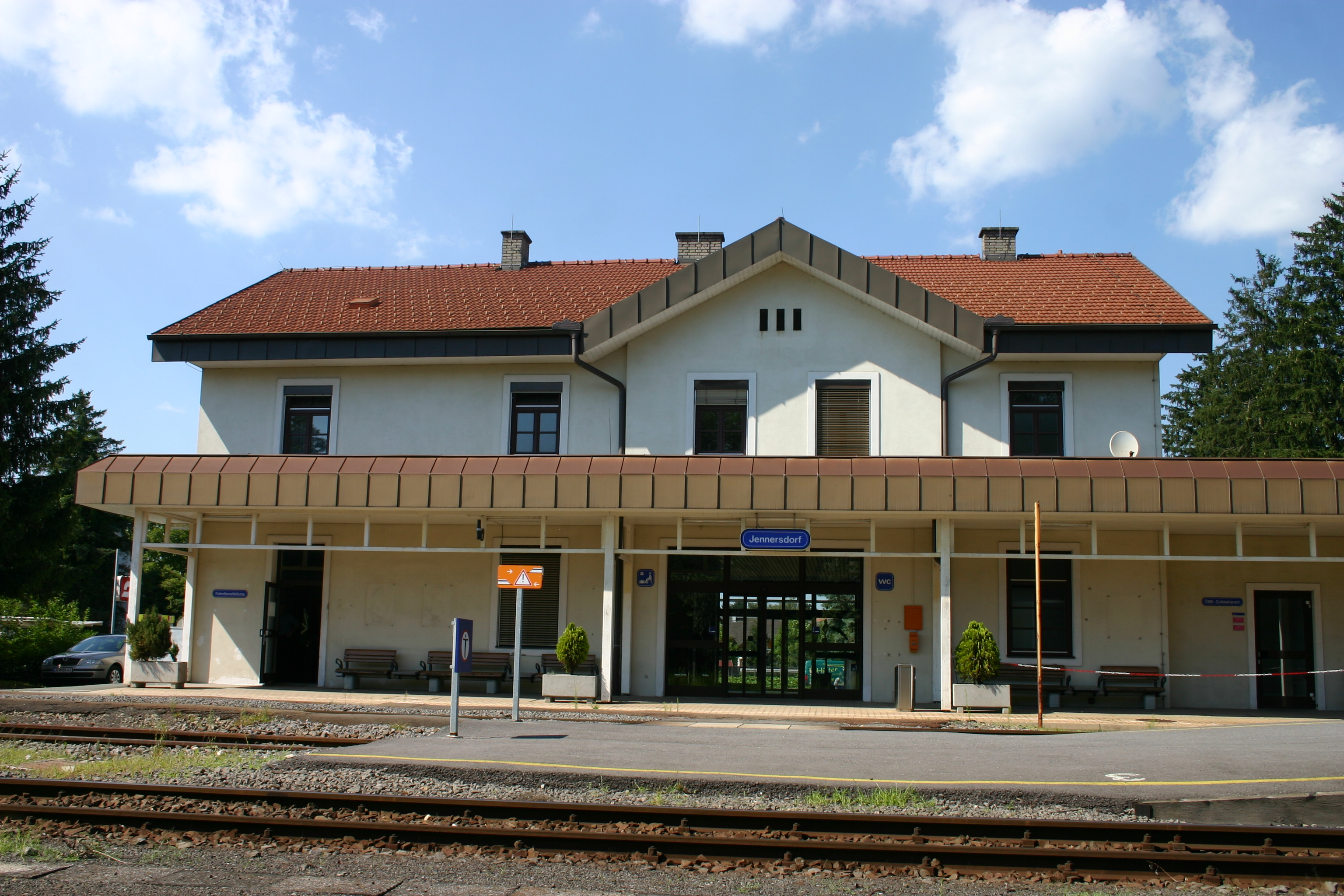
Aufnahmsgebäude im Bahnhof Jennersdorf
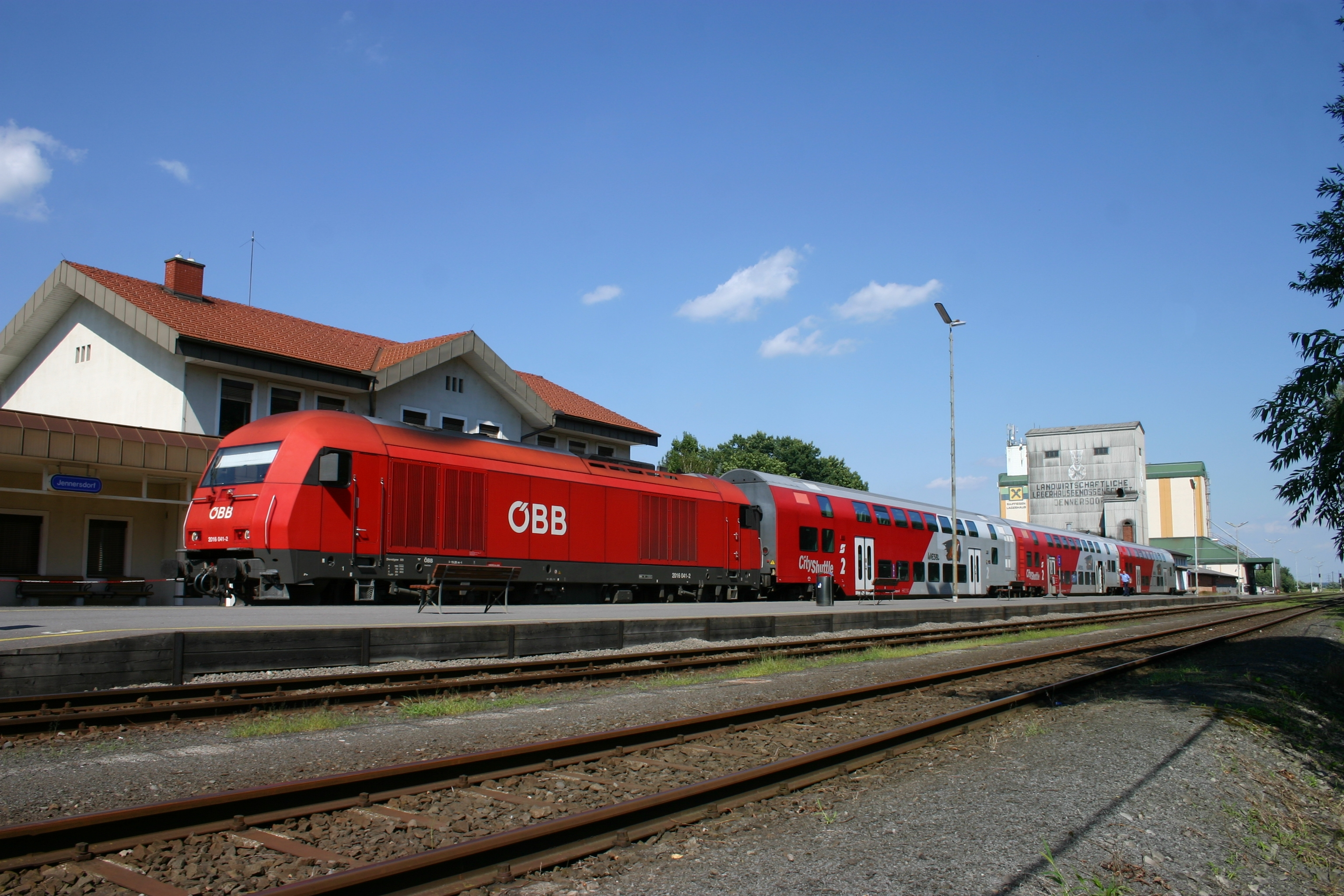
Doppelstockwagenzug der ÖBB als REX nach Graz Hbf im Bahnhof Jennersdorf